# أجمل قصاب
محمد أجمل امیر قصاب (13 يوليو 1987 – 21 نوفمبر 2012) هو محارب باكستاني في جماعة لشكر طيبة .شارك أجمل قصاب في هجمات مومباي 2008 وهو الوحيد الناجي من الهجمات، وتم إلقاء القبض عليه بعد الهجمات مباشرة. حكم على أجمل كساب بالإعدام في 3 مايو 2010 وتم تفيذ حكم الإعدام في 21 نوفمبر 2012.